# イーサン・ホーク
イーサン・グリーン・ホーク（Ethan Green Hawke, 1970年11月6日 - ）は、アメリカ合衆国出身の俳優、作家、小説家、映画監督。

## 生い立ち
テキサス州オースティン出身。イーサン出生時、両親はテキサス大学の学生だった。3歳の時に両親は離婚。その後母親と共にニューヨークに移る。母親のレスリー・キャロルはルーマニアで慈善活動をしている。

## キャリア
1985年に映画『エクスプロラーズ』でデビューしたが、学業に専念するために一時中断、カーネギーメロン大学やニューヨーク大学で学んだ。
1989年に『いまを生きる』で復帰した。1991年には『ホワイト・ファング』で初主演。1994年には青春映画『リアリティ・バイツ』、1995年にはリチャード・リンクレイター監督作品『恋人までの距離』、現在でもカルト的な人気を誇る1997年の『ガタカ』など、着実にキャリアを重ねていく。
後に共演したロバート・ショーン・レナードと共に劇団を結成した。
1992年にはチェーホフの『かもめ』でブロードウェイ・デビュー。
1996年には小説『痛いほどきみが好きなのに』を出版し、2006年には自身が監督を務め映画化した。
2001年公開の『チェルシーホテル』で映画監督デビューを果たした。同年公開の『トレーニング デイ』でアカデミー助演男優賞にノミネートされる。『恋人までの距離』の続編で2004年公開の『ビフォア・サンセット』では監督のリンクレイターや共演のジュリー・デルピーと共に脚本も手がけ、アカデミー脚色賞にノミネートされた。2013年にはさらなる続編『ビフォア・ミッドナイト』も脚本を手がけ、ロサンゼルス映画批評家協会賞脚本賞や全米映画批評家協会賞脚本賞など多数の脚本賞を受賞し、前作同様アカデミー脚色賞にノミネートされた。

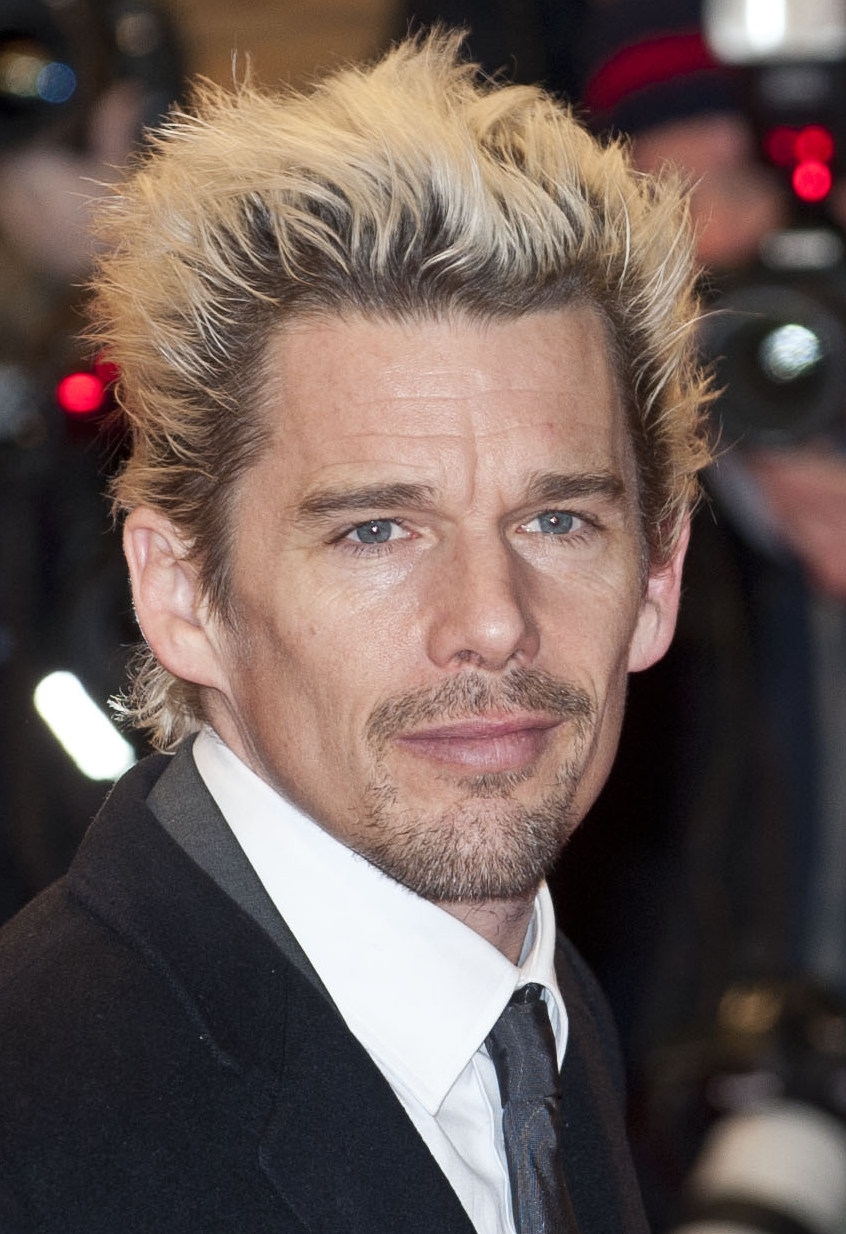
2013年、『ビフォア・ミッドナイト』プレミアでのホーク

2014年公開のリンクレイター監督作『6才のボクが、大人になるまで。』で2度目のアカデミー助演男優賞にノミネートされた。2016年、ドノスティア賞を受賞した。

## 私生活
1998年5月1日に『ガタカ』で共演したユマ・サーマンと結婚。同年7月8日に長女（マヤ・ホーク）が、2002年1月15日に長男（リヴォン・サーマン・ホーク）が誕生。2004年に自身の浮気が原因で離婚。2008年6月18日に子供たちの子守であったライアン・ショーヒューズと結婚。同年7月18日に第三子となる女児（クレメンタイン・ジェーン）が誕生。2011年にはもう一人女児が生まれている。
民主党支持者であり、2004年の大統領選挙ではジョン・ケリーを、2008年の大統領選挙ではバラク・オバマを支持した。

## フィルモグラフィ

### 映画

#### 劇場公開映画
| 年   | 題名                                                                      | 役名                         | 備考                                          | 吹き替え                                      |
| ---- | ------------------------------------------------------------------------- | ---------------------------- | --------------------------------------------- | --------------------------------------------- |
| 1985 | エクスプロラーズ Explorers                                                | ベン・クランドール           |                                               | 頓宮恭子                                      |
| 1989 | いまを生きる Dead Poets Society                                           | トッド・アンダーソン         | 松本保典（ソフト版） 鳥海勝美（フジテレビ版） |                                               |
| 1989 | 晩秋 Dad                                                                  | ビリー・トレモント           | 堀内賢雄（VHS版） 石田彰（テレビ版）          |                                               |
| 1991 | ホワイト・ファング White Fang                                             | ジャック・コンロイ           | 松本保典（ソフト版） 宮野真守（NHK版）        |                                               |
| 1991 | ミステリー・デイト Mystery Date                                           | トム・マクヒュー             | 子安武人                                      |                                               |
| 1992 | 真夜中の戦場/クリスマスを贈ります A Midnight Clear                        | ウィル・ノット               | (吹替版なし)                                  |                                               |
| 1992 | 秘密 Waterland                                                            | マシュー・プライス           | (吹替版なし)                                  |                                               |
| 1992 | リッチ・イン・ラブ Rich In Love                                           | ウェイン                     | (吹替版なし)                                  |                                               |
| 1993 | 生きてこそ Alive                                                          | ナンド・パラド               | 宮本充                                        |                                               |
| 1994 | カッティング・エッジ Floundering                                          | ジミー                       | 家中宏                                        |                                               |
| 1994 | リアリティ・バイツ Reality Bites                                          | トロイ・ダイアー             | 関俊彦                                        |                                               |
| 1994 | ホワイトファング2/伝説の白い牙 White Fang 2: Myth of the White Wolf       | ジャック・コンロイ           | クレジットなし                                | 松本保典（ソフト版） 宮野真守（NHK版）        |
| 1994 | クイズ・ショウ Quiz Show                                                  | 学生                         | クレジットなし                                | (吹替版なし)                                  |
| 1995 | 恋人までの距離 Before Sunrise                                             | ジェシー                     | 別題『ビフォア・サンライズ 恋人までの距離』   | 宮本充                                        |
| 1995 | サーチ&デストロイ Search & Destroy                                        | ロジャー                     |                                               | (吹替版なし)                                  |
| 1997 | ガタカ Gattaca                                                            | ヴィンセント・フリーマン     | 宮本充                                        |                                               |
| 1998 | 大いなる遺産 Great Expectations                                           | フィネガン・ベル             | 落合弘治（ソフト版） 平田広明（機内上映版）   |                                               |
| 1998 | ニュートン・ボーイズ The Newton Boys                                      | ジェス・ニュートン           | 山路和弘                                      |                                               |
| 1998 | ベロシティ・オブ・ゲイリー The Velocity of Gary* *(Not His Real Name)     | ナット                       |                                               |                                               |
| 1999 | グッバイ・ジョー Joe The King                                             | レン・コールズ               | 佐久田修                                      |                                               |
| 1999 | ヒマラヤ杉に降る雪 Snow Falling On Cedars                                 | イシュマエル・チェンバーズ   | 宮本充                                        |                                               |
| 2000 | ハムレット Hamlet                                                         | ハムレット                   | 宮本充                                        |                                               |
| 2001 | ウェイキング・ライフ Waking Life                                          | ベッドの中の男 / ジェシー    | 声の出演                                      | 浜田賢二                                      |
| 2001 | テープ Tape                                                               | ヴィンセント                 |                                               | 内田夕夜                                      |
| 2001 | トレーニング デイ Training Day                                            | ジェイク・ホイト             | アカデミー助演男優賞ノミネート                | 辻谷耕史                                      |
| 2001 | チェルシーホテル Chelsea Walls                                            | サム                         | 声の出演 兼監督                               |                                               |
| 2004 | ビフォア・サンセット Before Sunset                                        | ジェシー                     | 兼脚本 アカデミー脚色賞ノミネート             | 宮本充                                        |
| 2004 | テイキング・ライブス Taking Lives                                         | ジェームズ・コスタ           |                                               | 内田夕夜（ソフト版） 宮本充（テレビ朝日版）   |
| 2005 | アサルト13 要塞警察 Assault On Precinct 13                                | ジャック・ローニック         | 咲野俊介（ソフト版） 宮本充（テレビ朝日版）   |                                               |
| 2005 | ロード・オブ・ウォー Lord of War                                          | ジャック・バレンタイン       | 咲野俊介                                      |                                               |
| 2006 | 痛いほどきみが好きなのに The Hottest State                                | ヴィンス                     | 兼監督・原作・脚本                            | （吹き替え版なし）                            |
| 2006 | ファーストフード・ネイション Fast Food Nation                             | ピート                       |                                               | 土田大                                        |
| 2007 | その土曜日、7時58分 Before the Devil Knows You're Dead                    | ハンク・ハンソン             | 竹若拓磨                                      |                                               |
| 2008 | クロッシング・デイ What Doesn't Kill You                                  | ポール                       | 大塚智則                                      |                                               |
| 2008 | ニューヨーク、アイラブユー New York, I Love You                           | 作家                         | （吹き替え版なし）                            |                                               |
| 2009 | クロッシング Brooklyn's Finest                                            | サル・プロシダ               | 平田広明                                      |                                               |
| 2009 | ニューヨーク、狼たちの野望 Staten Island                                  | サリー・ハルヴァーソン       | TBA                                           |                                               |
| 2009 | デイブレイカー Daybreakers                                                | エドワード・ダルトン         | 宮本充                                        |                                               |
| 2011 | イリュージョン La femme du Vème                                           | トム・リックス               | （吹き替え版なし）                            |                                               |
| 2012 | フッテージ Sinister                                                       | エリソン・オズワルト         | 大川透                                        |                                               |
| 2013 | ビフォア・ミッドナイト Before Midnight                                    | ジェシー                     | 兼脚本 アカデミー脚色賞ノミネート             | 宮本充                                        |
| 2013 | パージ The Purge                                                          | ジェームズ・サンディン       |                                               | 楠大典                                        |
| 2013 | ゲッタウェイ スーパースネーク Getaway                                     | ブレント・マグナ             | 宮本充                                        |                                               |
| 2014 | 6才のボクが、大人になるまで。 Boyhood                                     | メイソン・エヴァンス・シニア | 宮本充                                        | アカデミー助演男優賞ノミネート                |
| 2014 | プリデスティネーション Predestination                                     | バーテンダー                 |                                               | 井上倫宏                                      |
| 2014 | アナーキー Cymbeline                                                      | ヤーキモー                   | 咲野俊介                                      |                                               |
| 2014 | シーモアさんと、大人のための人生入門 Seymour: An Introduction             | 本人役                       | 兼監督                                        | （吹き替え版なし）                            |
| 2014 | ドローン・オブ・ウォー Good Kill                                          | トミー・イーガン少佐         |                                               | 咲野俊介                                      |
| 2015 | Ten Thousand Saints                                                       | レス                         | N/A                                           |                                               |
| 2015 | マギーズ・プラン 幸せのあとしまつ Maggie's Plan                           | ジョン・ハーディング         | 日本公開は2017年1月                           | （吹き替え版なし）                            |
| 2015 | ブルーに生まれついて Born to Be Blue                                      | チェット・ベイカー           |                                               | 咲野俊介                                      |
| 2015 | リグレッション Regression                                                 | ブルース・ケナー刑事         |                                               | 咲野俊介                                      |
| 2016 | バレー・オブ・バイオレンス In a Valley of Violence                        | ポール                       |                                               | 咲野俊介                                      |
| 2016 | しあわせの絵の具 / 愛を描く人 モード・ルイス Maudie                       | エヴェレット・ルイス         | （吹き替え版なし）                            |                                               |
| 2016 | マグニフィセント・セブン The Magnificent Seven                            | グッドナイト・ロビショー     | 宮本充                                        |                                               |
| 2017 | ヴァレリアン 千の惑星の救世主 Valerian and the City of a Thousand Planets | 客引きジョリー               | 咲野俊介                                      |                                               |
| 2017 | 魂のゆくえ First Reformed                                                 | エルンスト・トラー牧師       | 横堀悦夫                                      |                                               |
| 2017 | リミット・オブ・アサシン 24 Hours to Live                                 | トラヴィス・コンラッド       | 咲野俊介                                      |                                               |
| 2018 | 15年後のラブソング Juliet, Naked                                          | タッカー・クロウ             | （吹き替え版なし）                            |                                               |
| 2018 | ストックホルム・ケース Stockholm                                          | ラース                       | 咲野俊介                                      |                                               |
| 2019 | ビリー・ザ・キッド 孤高のアウトロー The Kid                               | パット・ギャレット           | 咲野俊介                                      | 別題『スリー・ジャスティス 孤高のアウトロー』 |
| 2019 | ハイウェイの彼方に Adopt a Highway                                        | ラッセル・ミリングス         | 兼製作                                        | （吹き替え版なし）                            |
| 2019 | 真実 La vérité（The Truth）                                               | ハンク                       | 初のフランス映画                              | 佐川和正                                      |
| 2020 | テスラ エジソンが恐れた天才 Tesla                                         | ニコラ・テスラ               |                                               | 斉藤康史                                      |
| 2020 | カット・スロート・シティ（原題） Cut Throat City                          | ジャクソン・シムズ           |                                               |                                               |
| 2021 | Zeros and Ones                                                            | JJ                           |                                               |                                               |
| 2021 | ブラック・フォン The Black Phone                                          | グラバー                     | 咲野俊介                                      |                                               |
| 2022 | ノースマン 導かれし復讐者 The Northman                                    | ホーヴェンディル王           | 咲野俊介                                      |                                               |
| 2022 | レイモンド&レイ Raymond and Ray                                           | レイ                         | 咲野俊介                                      |                                               |
| 2023 | Tonight at Noon                                                           | レフティ                     |                                               |                                               |
| 2023 | ストレンジ・ウェイ・オブ・ライフ STRANGE WAY OF LIFE                      | ジェイク                     |                                               |                                               |

#### WEB配信映画
| 年   | 題名                                                                 | 役名                   | 配信局  | 吹替     | ft     |
| ---- | -------------------------------------------------------------------- | ---------------------- | ------- | -------- | ------ |
| 2021 | THE GUILTY/ギルティ The Guilty                                       | ビル・ミラー           | Netflix | 咲野俊介 |        |
| 2022 | ナイブズ・アウト: グラス・オニオン Glass Onion: A Knives Out Mystery | 有能な部下             | Netflix | 咲野俊介 | [ 16 ] |
| 2023 | 終わらない週末 Leave the World Behind                                | クレイ・サンドフォード | Netflix | 咲野俊介 | [ 17 ] |

### テレビシリーズ

#### テレビドラマ
| 年   | 題名                     | 役名                   | 備考                                    | 吹き替え   |
| ---- | ------------------------ | ---------------------- | --------------------------------------- | ---------- |
| 2003 | エイリアス Alias         | ジム・レノックス       | シーズン2第14話「コピー・エージェント」 | 小杉十郎太 |
| 2010 | 白鯨 MOBY DICK Moby Dick | スターバック           | 計2話のミニシリーズ                     | 宮本充     |
| 2019 | パージ The Purge         | ジェームズ・サンディン | シーズン2第10話「午前7時1分」           |            |
| 2020 | The Good Lord Bird       | ジョン・ブラウン       | 計7話出演 兼企画・脚本・製作総指揮      | N/A        |

#### WEB配信ドラマ
| 年   | 題名                     | 役名             | 配信局  | 備考         | 吹替     |
| ---- | ------------------------ | ---------------- | ------- | ------------ | -------- |
| 2022 | ムーンナイト Moon Knight | アーサー・ハロウ | Disney+ | ミニシリーズ | 咲野俊介 |

#### テレビアニメ
| 年   | 題名                     | 役名                            | 備考     | 吹替     |
| ---- | ------------------------ | ------------------------------- | -------- | -------- |
| 2022 | バットウィール Batwheels | ブルース・ウェイン / バットマン | 声の出演 | 加瀬康之 |

## 著作
- 痛いほどきみが好きなのに The Hottest State （1997年）
- Ash Wednesday （2002年）

## 日本語吹き替え
主に担当しているのは、以下の二人である。
咲野俊介
『アサルト13 要塞警察』（ソフト版）で初担当。最も多く吹き替えており、現在のホークの担当声優として定着している。
宮本充
『生きてこそ』（ソフト版）などデビュー初期の作品から担当。当初のホークのフィックスであり、2017年に発売された『マグニフィセント・セブン』までは上述の咲野より多く吹き替えていた。
宮本は吹き替えの仕事をする上でホークを演じやすい俳優の一人として挙げており、「（セリフを発する上での感情などが）スッと入ってくる。きっとどこか僕に似ているところがあるんだろうな、という気がします」とインタビューで語っている。
このほかにも、松本保典、平田広明、内田夕夜、辻谷耕史、関俊彦、大川透、井上倫宏、宮野真守なども声を当てている。

## 参照
1. 1 2  “Ethan Hawke Biography”.   Turner Classic Movies. 2009年4月8日閲覧。
2. ↑  “Ethan Hawke”. Inside the Actors Studio. シーズン8. Episode 12. 21 April 2002.  60; 120 minutes in. Bravo.
3. ↑  Rich, Frank (1992年11月30日). “Review/Theater: The Seagull; A Vain Little World Of Art and Artists, Painted by Chekhov”. The New York Times:  p. 1 2009年2月5日閲覧。
4. ↑  2015 Oscars : Nominees - 87th Academy Awards Nominations oscar.go.com 2015年2月1日閲覧
5. ↑  Kopp, Carol (2007年8月17日). “Ethan Hawke's Ego Problem”. CBS News 2009年2月5日閲覧。
6. ↑  Vozick-Levinson, Simon (2008年7月18日). “Monitor”. Entertainment Weekly 2009年2月5日閲覧. "Ethan Hawke, 37, and Ryan Shawhughes, 28, tied the knot in NYC in June. Shawhughes, who is expecting their first child, reportedly worked as a nanny for his two children with ex-wife Uma Thurman, 38"
7. ↑  “Ethan Hawke and wife welcome daughter Clementine”. Fox News Channel (Associated Press). (2008年7月23日) 2009年2月5日閲覧。 {{cite news}}: |publisher=では太字とイタリック体は使えません。 (説明)⚠
8. ↑  “イーサン・ホークに女児誕生！4人のパパに”. シネマトゥデイ. (2011年8月7日) 2013年2月3日閲覧。
9. ↑  “At city's celeb hot spots, Obama-rama”. Daily News (New York). (2008年11月5日) 2009年4月8日閲覧。
10. ↑  Blas, Lorena (2008年11月5日). “Celebrities, including an unexpected one, celebrate Obama's win”. USA Today 2009年2月5日閲覧。
11. ↑  “ガタカ”. ソニー・ピクチャーズ公式. 2021年3月12日閲覧。
12. ↑  “前妻に夫を返す!?おかしな三角関係描くグレタ・ガーウィグ主演作の予告解禁”. 映画ナタリー. (2016年9月28日) 2016年9月29日閲覧。
13. ↑  “マグニフィセント・セブン”. ふきカエル大作戦!! (2017年5月24日). 2021年3月12日閲覧。
14. ↑  “ヴァレリアン 千の惑星の救世主”. ふきカエル大作戦!! (2018年3月30日). 2021年3月12日閲覧。
15. ↑  “真実(2019)”. ふきカエル大作戦!! (2019年10月11日). 2021年3月12日閲覧。
16. ↑  “ナイブズ・アウト: グラス・オニオン”. ふきカエル大作戦!! (2023年1月23日). 2023年1月24日閲覧。
17. ↑  “終わらない週末　－日本語吹き替え版”. 吹替キングダム. (2024年2月19日) 2024年2月22日閲覧。
18. ↑  “関智一、マーベル作品の主人公に 新作『ムーンナイト』複数の人格を持つ闇のヒーローを演じ分ける”. ORICON NEWS. 2023年3月13日閲覧。
19. ↑  “『ホーム・アローン』【折笠 愛】 インタビュー#48”. 吹替の帝王 -日本語吹替版専門映画サイト-.   20世紀フォックス ホーム エンターテイメント. 2019年12月19日時点のオリジナルよりアーカイブ。2023年1月4日閲覧。
20. ↑  吹替の帝王-日本語吹替版専門映画サイト（2020年4月11日時点でのアーカイブ）